# Poecilotheria
Poecilotheria is een geslacht van spinnen uit de familie vogelspinnen (Theraphosidae). De soorten komen voor in delen van Azië, voornamelijk in India en op Sri Lanka.
De naam is afgeleid van het Griekse poikilos (variabel gekleurd) en therios (dier).

## Soorten
De volgende soorten zijn bij het geslacht ingedeeld:
- Poecilotheria fasciata (Latreille, 1804)
- Poecilotheria formosa Pocock, 1899
- Poecilotheria hanumavilasumica Smith, 2004
- Poecilotheria metallica Pocock, 1899
- Poecilotheria miranda Pocock, 1900
- Poecilotheria ornata Pocock, 1899
- Poecilotheria pederseni Kirk, 2001
- Poecilotheria pococki Charpentier, 1996
- Poecilotheria rajaei Nanayakkara et al., 2012
- Poecilotheria regalis Pocock, 1899
- Poecilotheria rufilata Pocock, 1899
- Poecilotheria smithi Kirk, 1996
- Poecilotheria striata Pocock, 1895
- Poecilotheria subfusca Pocock, 1895
- Poecilotheria tigrinawesseli Smith, 2006
- Poecilotheria uniformis Strand, 1913